# اورورنیس
اورورنیس (نام علمی: Aurornis) نام یک سرده از شاخه طنابداران است.
اورورنیس ابتدایی‌ترین پرنده جهان است که حدود ۱۶۰ میلیون سال قبل در چین زندگی می‌کرد و بقایای فسیل این پرنده در استان لیائونینگ در شمال شرق چین کشف شده‌است. نام این پرنده از کلمه لاتین Aurora به معنای پگاه و کلمه یونانی Ornis به معنای مرغ گرفته شده‌است. 